# فريدرش (كونت بالاتينات-فوهنشتراوس-باركشتاين)
فريدرش من تسفايبروكن (11 أبريل 1557 - 17 ديسمبر 1597)؛ كان كونت بالاتينات-تسفايبروكن-فوهنشتراوس-باركشتاين منذ 1569 حتى 1597.

## السيرة الذاتية
ولد فريدرش في مايسنهايم عام 1557 فهو الابن الرابع لـ فولفغانغ كونت بالاتينات-تسفايبروكن وزوجته آنا ابنة لاندغراف هسن فيليب الشهم، وبعد وفاة والده في عام 1569 كان لا يزال قاصرًا بذلك تولى شقيقه الأكبر فيليب لودفيغ الوصاية عليه حتى عام 1581، بذلك امتلك أراضيه التي شملت: فلوسينبورغ وفلوس وفوهنشتراوس مع جيب باركشتاين-فايدن والواقعة جميعها في بالاتينات العليا.
منذ عام 1586 حتى عام 1593 قام ببناء قلعة فريدريشسبورغ بالقرب من فوهنشتراوس، وبعدها انتقل إليها في عام 1593حيث ازدهرت المدينة الصغيرة، وبعد وفاته عام 1597 مُنحت القلعة لأرملته التي أصبحت مقر إقامتها في 21 فبراير 1598، دفن فريدرش مع أبنائه في سرداب العائلة في سانت مارتن في لاوينغن.نظرًا لعدم وجود أبناء على قيد الحياة، خلفه شقيقه فيليب لودفيغ.

## الزواج
تزوج فريدرش في 26 فبراير 1587 من كاثرينا صوفي (7 أغسطس 1561 - 10 مايو 1608)؛ ابنة هنريك دوق لغنيتسا الحادي عشر، وأنجبت له ثلاثة أطفال:
1. آن صوفي (فايدن؛ 25 نوفمبر 1588 - آمبرغ، 21 مارس 1589)؛ دفنت في كنيسة القديس مارتن، أمبرغ.
2. غيورغ فريدرش (فايدن؛ 8 مارس - فايدن؛ 20 يوليو 1590)؛ توأم.
3. فريدرش كازيمير (فايدن ؛ 8 مارس - فايدن؛ 16 يوليو 1590)؛ توأم.